# آنارشی دوازده‌ساله
آنارشی دوازده‌ساله (انگلیسی: Twenty Years' Anarchy) به دورانی از امپراتوری از بیزانس اطلاق می‌شود که پس از روی کار آمدن لئونتیوس تا تئودوسیوس سوم ادامه یافت. این لفظ برای نخستین توسط محققان جدید برای دوره‌ای از امپراتوری بیزانس اطلاق شد که جانشیان زیادی به سرعت به امپراتوری رسیدند که این جریان پس از خلع ژوستینین دوم تا به‌قدرت رسیدن خاندان ایزوری ادامه داشت.